# Ванга-вузькодзьоб
Ванга-вузькодзьоб (Xenopirostris) — рід горобцеподібних птахів родини вангових (Vangidae). Рід є ендеміком Мадагаскару.

## Класифікація
Рід включає три види:
- Xenopirostris xenopirostris — ванга-вузькодзьоб пустельна
- Xenopirostris damii — ванга-вузькодзьоб білогорла
- Xenopirostris polleni — ванга-вузькодзьоб східна